# Castelmassa
Castelmassa (venetisch la Màsa) ist eine italienische Gemeinde (comune) mit 3985 Einwohnern (Stand 31. Dezember 2023) in der Provinz Rovigo, Region Venetien. 

## Geographie
Die Gemeinde liegt etwa 38 Kilometer westsüdwestlich von Rovigo am Po und grenzt unmittelbar an die Provinz Mantua (Lombardei). Castelmassa ist Teil der Transpadana Ferrarese.

## Geschichte
938 wird der Ort erstmals urkundlich erwähnt. Durch seine Lage an einem Kreuzungspunkt antiker Straßen dürfte eine frühere Besiedlung wahrscheinlich sein. 1017 wurde der Ort unter die Herrschaft der Benediktinerabtei von Nonantola gestellt. Der Besitz ging 1101 an den Bischof von Ferrara über.

## Persönlichkeiten
- Enrico Castellani (1930–2017), Maler und Reliefkünstler
- Mário Rino Sivieri (1942–2020), katholischer Geistlicher, Bischof von Propriá